# Saltoposuchidae
Los saltoposúquidos (Saltoposuchidae) son una familia de arcosaurios cocodrilomorfos esfenosuquios que vivieron desde finales del período Triásico a principios del Jurásico, hace aproximadamente entre 228 millones de años, en el Carniense, a 197 millones de años, en el Sinemuriano. Es el clado más inclusivo que contiene a Saltoposuchus connectens (Huene, 1921) pero no a Sphenosuchus acutus (Haughton, 1915) ni a Crocodylus niloticus (Laurenti, 1768). Más avanzados que los esfenosúquidos, y se encuentra más cercano a los cocodrilos actuales.